# Сітько Сергій Пантелеймонович
Сітько Сергій Пантелеймонович (1 квітня 1936, м. Київ — 6 липня 2020,  м. Київ) - український фізик, професор Київського Національного університету, засновник науки фізика живого, винахідник квантової медицини, розробник технології лікування живих організмів методом мікрохвильової резонансної терапії (МРТ).

## Біографія

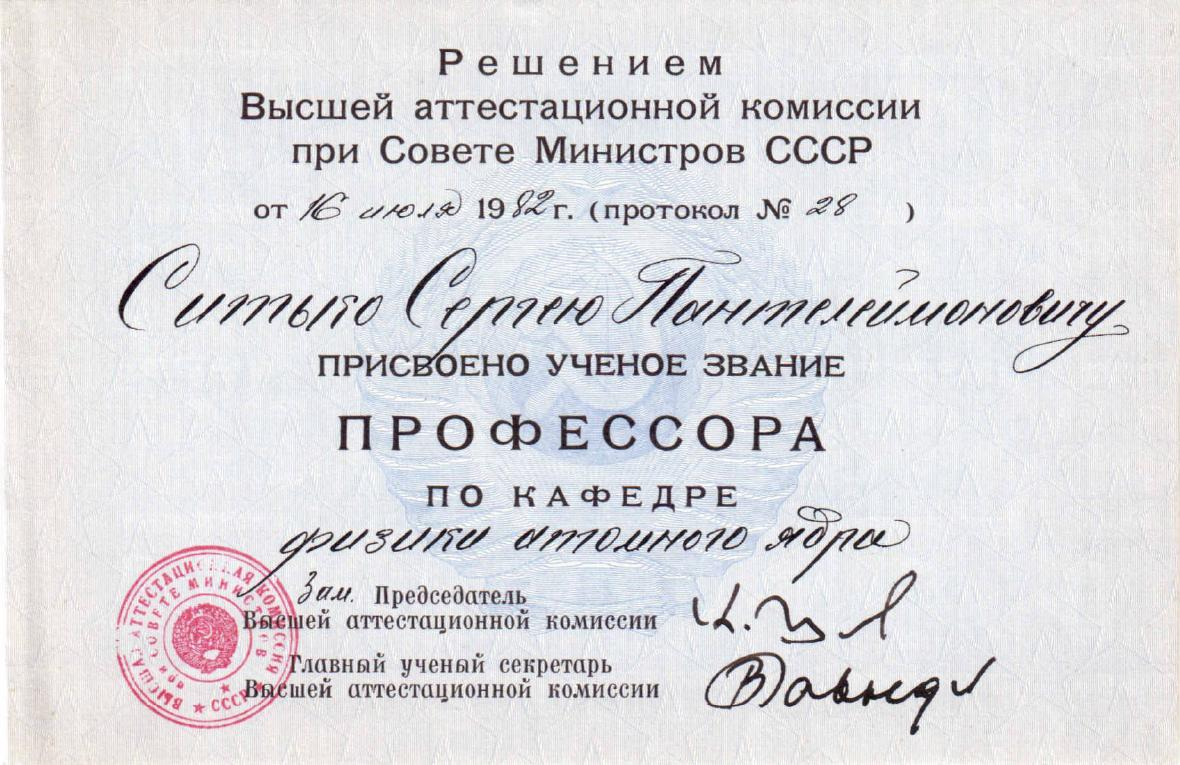
Рішення Вищої атестаційної комісії про присудження Сітьку С.П. вченого звання професора, 1982 р.

- 1 квітня 1936 p. - народився у м. Київ, у сім'ї відомого біолога, генетика Пантелеймона Онопрійовича Сітька;
- 1953 - 1958 рр. - навчався на фізичному факультеті Київського державного університету ім. Т.Г. Шевченка, за спеціальністю "ядерна фізика";
- 1958 - розпочав працювати на кафедрі ядерної фізики Київського державного університету ім. Т.Г. Шевченка на посаді лаборанта;
- 1967 p. - захистив кандидатську дисертацію у галузі фізико-математичних наук;
- 1980 p. - захистив докторську дисертацію;
- 1982 p. - отримав звання професора;
- 1986 р. - організував Науково-дослідний центр квантової медицини "Відгук" і почав працювати його директором (по 2008 );
- 1989 p. - припинив викладання у КНУ;
- 1990 p. - номінувався на Нобелівську премію у галузі фізики та медицини, був висунутий Нобелівським лауреатом академіком М.Г.Басовим[джерело не вказане 4358 днів];
- 1993 р. - заснував та почав видавати журнал "Фізика живого", журнал затверджений ВАК України як фахове видання з фізики та біофізики;
- 2000 p. - повторне подання Київським Національним університетом імені Тараса Шевченка на Нобелівську премію;
- 2008 р. - заснував Інститут Фізики живого та працює на посаді директора цього інституту.
- 2010 р. - професор Сітько передав журнал Київському Національному університету імені Тараса Шевченка.

Заслужений діяч науки і техніки України; академік Української технологічної академії (УТА), керівник відділу нових медичних технологій; Президент Міжнародного благодійного фонду Сергія Сітька, Президент загально-української асоціації фізиків, що працюють у галузі медицини. Засновник фізики живого - нового напряму фундаментального природознавства та квантової медицини, а також її технологій - МРТ, "Сітько МРТ". Патенти зареєстровані в Україні, Росії, США, Китаї, опубліковано понад 200 наукових праць, 3 монографії.

## Нагороди
- Нагороджений Великим Золотим Хрестом Бельгійського королівства та удостоєний титулу Шевальє Бельгійського королівства за винаходи у галузі науки та створення медицини третього тисячоліття.)[джерело не вказане 4358 днів]

## Наукові інтереси
- Ядерна фізика (нейтронна фізика, спектроскопія, квантова механіка, теорія ядра),
- фізика живого,
- квантова медицина.

## Перелік наукових публікацій професора Сітька Сергія Пантелеймоновича

### 2012
- Ситько С.П. Жизнь в фундаментальных представлениях физики живого.

### 2007
- Ситько С.П. Жизнь как четвёртый уровень квантовой организации природы. Биомедицинские технологии и радиоэлектроника. №1 (2007), с. 39-50.
- Сітько С.П. Коротко про головне (ініційовано листуванням з проф. В. Магасом, кафедра теоретичної фізики університету Валенсії, Іспанія)// Фізика живого, Т.15, №2 (2007), с. 4-5.
- Ситько С.П. Коротко о главном (инициировано перепиской с проф. В. Магасом, кафедра теоретической физики университета Валенсии, Испания)// Фізика живого, Т.15, №2 (2007), с. 5.
- Sit’ko S.P. The Main in Brief (being induced by correspondence with prof. V. MAGAS, department of theoretical physics, Valencia university, Spain)// Physics of the Alive, Vol. 15, No2, 2007. p. 4

### 2006
- Сітько С.П. Фізика живого: від вивчення біологічних об’єктів до вивчення живого // IV з’їзд Українського біофізичного товариства. Тез. – Донецьк: 2006.
- Сітько С.П. Мій батько — Пантелеймон Онуфрійович Сітько // Фізика живого, Т.14, №2 (2006), с. 9-16
- Sit’ko S.P. My father — Panteleimon Onufrievich Sit’ko // Physics of the Alive, Vol. 14, No2, 2006 p. 17-24
- Ситько С.П. Мой отец — Пантелеймон Онуфриевич Ситько // Фізика живого, Т.14, №2 (2006), с. 25-34

### 2005
- Сітько С.П. Квантово-механічна основа багатоманітної диференційної стійкості живого // Фізика живого, Т.13, №1 (2005), с. 5-8.
- Ситько С.П. Кантово-механическая основа многообразной дифференциальной устойчивости живого // Физика живого, Т.13, №1 (2005), с. 13-16.
- Sit’ko S. Quantum-Mechanics Basis of the Diverse Differential Stability of the Alive // Physics of the Alive: Т.13, №1 (2005), p. 9-12.

### 2004
- Сітько С.П. Хвороба і лікування в уявленнях квантової медицини // Фізика живого, Т.12, №1 (2004), с. 19-34.
- Sit'ko S.P., Desease and Treatment in the Notions of Quantum Medicine // Physics of the Alive, Vol.12, №1 (2004), pp. 5–18. PDF

### 2003
- Сітько С.П. „Ген, відповідальний за ...” — антропоморфізм чи данина примітивізму? // Фізика живого, Т.11, №1 (2003), с. 5-8.
- Sit'ko S.P., The Gene Responsible for..." - Antropomorphism or a Tribute to Primitivism? // Physics of the Alive, Vol.11, №1 (2003), pp. 9-12.

### 2002
- Сітько С.П., Скрипник Ю.О. Надфонові вимірювання надслабких сигналів — інструмент пізнання живого (методологічні аспекти) // Фізика живого, Т.10, №2 (2002), с. 31-34.
- Сітько С.П., Скрипник Ю.О., Манойлов В.П., Яненко О.П. Радіометрична система радарного типу для технологій квантової медицини // Фізика живого, Т.10, №2 (2002), с. 35-38.

### 2001
- Сітько С.П., Бундюк Л.С., Нікішина Н.Г., Шахбазов В.Г. Клінічне значення внутріклітинного мікроелектрофорезу у технологіях мікрохвильової резонансної терапії // Фізика живого, Т.9, №1 (2001), с. 58-66.
- Сітько С.П. Фундаментальні проблеми біології з позицій квантової фізики живого // Фізика живого, Т.9, №2 (2001), с. 5-17.

### 2000
- Сітько С.П. Фізика живого — новий напрямок фундаментального природознавства // Фізика живого, Т.8, №2 (2000), с. 5-13. (на англ.)
- Сітько С.П., Грубник Б.П., Перегудов С.М., Рогачов А.І., Скрипник Ю.О., Шиян К.Б., Яненко О.П. Шумові генератори низько інтенсивних сигналів у технологіях квантової медицини // Фізика живого, Т.8, №2 (2000), с. 89-95.

### 1999
- Сітько С.П., Цвілій В.П. „Просторово-часові структури ” синергетики у фізичних термінах квантової механіки // Фізика живого, Т.7, №1 (1999), с. 5-11.
- Сітько С.П., Скрипник Ю.О., Яненко О.П. Деякі особливості мікрохвильових полів та випромінювань біологічних об’єктів // Фізика живого, Т.7, №2 (1999), с. 5-10.

### 1998
- Сітько С.П. Вирішальне свідоцтво на користь концептуальних засад фізики живого // Фізика живого, Т.6, №1 (1998), с. 6-10.
- Сітько С.П., Понежа Г.В., Скрипник Ю.О., Яненко О.П. Додатні і від’ємні потоки мікрохвильового випромінювання від фізичних та біологічних об’єктів // Фізика живого, Т.6, №1 (1998), с. 11-14.
- Сітько С.П., Скрипник Ю. О., Яненко О.П. Експериментальне дослідження випромінювання деяких об’єктів в мм-діапазоні // Фізика живого, Т.6, №1 (1998), с. 15-18.
- Сітько С.П., Гайко Г.В., Вернигора І.П., Федотова І.В. Результати застосування технологій „Сітько-МРТ” (мікрохвильова резонансна терапія) у лікуванні остеомієліту // Фізика живого, Т.6, №1 (1998), с. 45-56.
- Сітько С.П. Концептуальні засади фізики живого // Фізика живого, Т.6, №1 (1998), с. 57-72.
- Сітько С.П., Гіжко В.В. В напрямку до квантової фізики живого // Фізика живого, Т.6, №1 (1998), с. 73-79.
- Сітько С.П., Андреєв Є.А., Добронравова І.С. Ціле як результат самоорганізації // Фізика живого, Т.6, №1 (1998), с. 85-89.
- Сітько С.П. Медичні аспекти квантової фізики живого // Фізика живого, Т.6, №1 (1998), с. 90-96.
- Сітько С.П., Грубник Б.П., Шалімов О.О. Досвід застосування технології „Сітько-МРТ” для реабілітації онкологічних хворих III-IV стадії // Фізика живого, Т.6, №1 (1998), с. 97-102.
- Сітько С.П. Фізичний сенс рівняння Шредінгера в контексті синергетичної концепції // Фізика живого, Т.6, №1 (1998), с. 103-107.

### 1997
- Ситько С.П., Цвилий В.П. Электродинамическая модель электромагнитного каркаса человеческого организма // Физика живого, Т.5, №1 (1997), с. 5-8.
- Ситько С.П. Физика живого как теоретическая основа квантовой медицины // Физика живого, Т.5, №1 (1997), с. 83-89.
- Ситько С.П., Шалимов А.А., Грубник Б.П. Опыт применения технологии «Ситько-МРТ» для реабилитации онкологических больных III-IV стадии // Физика живого, Т.5, №1 (1997), с. 90-95.
- Сітько С.П. Ілюзія вседозволеності // Фізика живого, Т.5, №2 (1997), с. 8-10.
- Сітько С.П., Шахбазов В.Г., Рудько Б.Ф., Грубник Б.П., Нікішина Н.Г., Бундюк Л.С., Понежа Г.В. Об’єктивізація регуляторної дії мікрохвильової резонансної терапії // Фізика живого, Т.5, №2 (1997), с. 103-108.

### 1996
- Ситько С.П. "Медицинские аспекты квантовой физики живого". "Физика живого". Vol. 4., №1.1996. с. 5-10.
- Ситько С.П. "Смысл термина "первичная рецепция" в концептуальных построениях физики живого". "Физика живого". Vol. 4., №1. 1996. с. 56-57.

### 1995
- Ситько С.П., Чинаров В.А. "Резонансная активация метастабильных неравновесных систем". "Физика живого". Vol.3., №1. 1995. с. 5-21. (на англ.)
- Ситько С.П., Ольховский В.С. "Сравнительный качественный анализ эволюции системы сталкивающихся электрона и протона с участием электромагнитных излучений в классическом и квантовом подходах". "Физика живого". Vol. 3., №1. 1995. с. 49-54.

### 1994
- Sit'ko S.P., Finkel L.S. "Statistical approach to defition of the hymen organism states' vector and dynamics of the states under MRT treatment, in International Conference on Millimeter and Submillimeter Waves and Application, Mohammed N. Afsar, Editor, SPIE 2250, p. 306, (1994).
- Sit'ko S.P., Gizhko V.V. Coherent microwave electromagnetic field as a physical model of multicellular organism macroscopic quantum states, in International Conference on Millimeter and Submillimeter Wave and Application, Mohammed N. Afsar, Editor, Proc. SPIE 2250, p. 305, (1994).
- Sit'ko S.P., Mkrtchyan L.N. Microwave resonance therapy in malignant tumours prevention, in International Conference on Millimeter and Submillimeter Waves and Application, Mohammed N. Afsar, Editor, Proc. SPIE 2250, p. 307-308, (1994)
- Sit'ko S.P. Living systems as macroscopic quantum-mechanical subjects haling self consistent synergetic mm-wave electromagnetic potential, in International Conference on Millimeter and Submillimeter Waver and Application, Mohammed N. Afsar, Editor, Proc. SPIE 2250, p. 298-299, (1994).
- Sit'ko S.P., Andreyev Ye.F., Lyashenko T.N. Special features of radio-brightness millimeter and wave radiation from water system in the biologically significant range of physical temperatures, in International Conference on Millimeter and Submillimeter Waver and Application, Mohammed N. Afsar, Editor, Proc. SPIE 2250, p. 220, (1994).
- Ситько С.П., Мкртчян Л.Н. "Введение в квантовую медицину", Киев, "Паттерн", 1994, с. 145., PDF
- Ситько С.П., Мкртчян Л.Н. "Введение в квантовую медицину", Киев, "Паттерн", 1994, с. 127. (на англ.)
- Сітько С.П., Чалий А.В., Добронравова І.С. Синергетика та фазові переходи — підйом по „квантових сходах” // Фізика живого, Т.2, №1 (1994). – с. 5-11. (на англ.)

### 1993
- Sit'ko S.P., Phinkel L.S. "Statistical Approach to the Representation of Clinically Observed Organism States as Observables of the Heisenberg Quantum-Mechanical Formalism". Physics of the Alive. Vol. 1. No.1, pp. 132–140, (1993).
- Sit'ko S.P., Gizhko V.V. "Coherent Microwave Electromagnetic Field as a Physical Model of Macroscopic Quantum States of the Multicellular Organism". Physics of the Alive. Vol. 1. No. 1, pp. 103–109, (1993).
- Sit'ko S.P., Montgomery G.A., Zhukovsky V.D. "The use of microwaves in s general pain treatment practice," 2nd International Scientific Meeting "Microwaves in Medicine 1993", Rome, Italy, October 11-14, 1993.
- Sit'ko S.P. "Conceptual Fundamentals of Physics of the Alive". Physics of the Alive Vol. 1. No. 1, pp. 5–21, (1993).
- Ситько С.П., Ефимов А.С. Теория саногенеза (механизм лечебного эффекта) микроволновой резонансной терапии. Врачебное дело, 1993, № 9, стр. 111-115.

### 1992
- Sit'ko S.P., Lobarev V.E. Implementation of extremaly low-intensity EHF radiation in Microwave Resonance Therapy, Transactions of the First Congress of Bioelectromagnetics Association, Vth European Symposium, Brussels, Belgium, (1992), Posters, p. 48.
- Ситько С.П., Мкртчян Л.Н. Тер-Погосян З.Р. Геворкян Р.А. Камалян Л.А. Влияние микроволновой резонансной терапии на интерфероновый статус и другие показатели иммунореактивности у больных раком шейки матки. Иммунология, 1992, № 1, с. 52-54.
- Sit'ko S.P., Arinichev A.D., Belyaev I.Ye., Samedov V.V. "Physical model of direct electromagnetic field effect on genome conformational state." Transactions of the First Congress of the European Bioelectromagnetics Association. Vth European Symposium, Belgium, Posters, (1992), p. 1.
- Sit'ko S.P., Belyaev I.Ye., Alipov Ye.D., Lykashevsky K.V., Radko S.P., Samedov V.V., Shcheglov V.S. "Genome role in physical mechanisms of cell response to low intensive electromagnetic fields," Abstract, 9th Balkan Biochemical and Biophysical Days, Thessaloniki, 1992, p. 195.
- Sit'ko S.P., Chinarov V.A., Gaididei Y.B., Kharkyanen V.N. "Ion pores in biological membranes as serf organized bistable systems," Physical Review A, Vol. 46, No. 8, October 1992, p. 5232-5244.
- Sit'ko S.P., Christoforov L.N., Kharkyanen V.N. "Physics of Hierarchical Self-Organization in Living Systems," Frontier Perspectives, v. 3, N 2 (1992)
- Sit'ko S.P., Christoforov L.N., Kharkyanen V.N. "On the Concept the Nonequilibrium conformon (Self-Organization of a Selected Degree of Freedom in Biomolecular Systems)," Journal of Biological Physics, (1992), 1:, p. 1-12.

### 1991
- Sit'ko S.P., Cristoforov L.N., Kharkyanen V.N. "On the conception of nonequilibrium conformation," Preprint ITP-91-30E, Kiev,1991, p. 17.
- Sit'ko S.P., Dobronravova I.S. Physics of 9th International Congress for Logic, Methodology of Science., Uppsala, Sweden, supl. vol., p. 11,(1991).
- Sit'ko S.P. On the way to the quantum physics of the alive. The 1st International Biophysics Congress and Biotechnology at gap, Turkey, Abstracts (1991), p. 157.
- Sit'ko S.P. Physics of the alive as the basis of microwave resonance therapy, Medical and Biological Engineering and Computing, (1991), Vol. 29, Supplement. Part 2, p. 1207.
- Sit'ko S.P., Chalyi A.V. Microwave Resonance Therapy and the theory of self-organization of the alive, Medical and Biological Engineering and Computing, (1991), Vol.29, Supplement. Part 2 , p. 658.
- Sit'ko S.P., Dobronravova I.S. Physics of the alive, 9th International Congress of logic, methodology and science, Uppsala, Sweden (1991), Abstracts, Supplement, Sections 1-15, p. 11.
- Sit'ko S.P., Gizhko V.V. Towards a Quantum Physics of the Living State, Journal of Biological Physics, (1991), Vol. 18, p. 1-10.
- Sit'ko S.P., Mkrtchian L.N. Millimeter electromagnetic radiation in experimental and clinical oncology. Publishing House Haystan, Erevan, (1991), p. 31.

### 1990
- Ситько С.П. Влияние электромагнитного излучения миллиметрового диапазона на процесс образования упорядоченных структур в медико-биологических системах. // Материалы Первой республиканской конференции "Новые физические методы в медицине", Ворошиловград, 1990, с. 91.
- Ситько С.П., Андреев В.А., Сериков А.А., Христофоров Л.Н., Харкянен В.Н. Исследование физических механизмов воздействия слабоинтенсивного микроволнового излучения на биосистемы. Препринт ІТП-90-49-Е (разделы 1, 2), ІТП-90-50-Б (разделы 4, 5). Институт теоретической физики АН УССР, Киев, 1990.
- Ситько С.П., Мкртчян Л.Н. Миллиметровое электромагнитное излучение в экспериментальной и клинической онкологии. Монография. Онкологический научный центр Минздрава АССР, Ереван, 1990.
- Ситько С.П., Радионов В.Г., Коляденко В.Г., Гусак О.С. Применение электромагнитного излучения мм-диапазона в лечении нейродермита. // Материалы Первой республиканской конференции "Новые физические методы в медицине", Ворошиловград,1990, с. 89.
- Sit'ko S.P., Andreyev Ye.A., Christophorov L.N., Serikov A.A. "Research into the physical mechanisms of low-intensity microwave radiation upon biological systems," I. Preprint ITP-90-49-E. Kiev, (1990), 28 p.
- Sit'ko S.P., Andreyev Ye.A., Christophorov L.N., Serikov A.A. "Research into the physical mechanisms of low-intensity microwave radiation upon biological systems," II. Preprint ITP-90-50-E. Kiev, (1990), 36 p.
- Sit'ko S.P., Andreyev Ye.A., Christophorov L.N., Serikov A.A. "Research into the physical mechanisms of low-intensity microwave radiation upon biological systems," III. Preprint ITP-90-79-E. Kiev, (1990), 36 p.
- Sit'ko S.P., Chalyi A.V. "Synergetics approach to the problem ordered structures in biological objects," 10th International Biophysics Congress, Vancouver, Canada, Abstracts, (1990) p. 514.
- Sit'ko S.P., Lobarev V.E. "Implementation of microwave resonance therapy at EMR intensities near quantum limit," Abstract, 10th International. Biophysics. Congress, Vancouver, Canada, (1990), p. 488.

### 1989
- Ситько С.П. Когерентные микроволновые поля в многоклеточном организме как физическая сущность китайских меридианов // Тез. докл. на 1 Всесоюз. симп. с международ. участием "Фундаментальные и прикладные аспекты применения миллиметрового электромагнитного излучения в медицине". - Киев, 1989. - С.76.
- Ситько С.П., Андреев Е.А., Добронравова І.С. Проблемы физических оснований целостности самоорганизующихся систем. - кн. Идея гармонии в научной картине мира, Киев, "Наукова думка", 1989, с. 108-121.
- Ситько С.П., Гижко В.В. Про мікрохвильове когерентне поле організму і природу китайський меридіанів. Доповіді АН УРСР, сер. Б. Геол. хім. та біол. науки, Київ, 1989, №8, с. 73
- Ситько С.П., Чалый А.В. Методы синергетики в проблеме образования упорядоченных структур в биообъектах под действием электромагнитного излучения. // I Всесоюзный симпозиум с международным участием " Фундаментальные и прикладные аспекты применения миллиметрового электромагнитного излучения в медицине", Киев, 1989, Тезисы, с. 14.
- Ситько С.П., Файзулин В.В., Трилис В.Г., Огарь Л.Д., Заклецкий А.В. Об исследовании электродермальных реакций (ЭДР) на воздействие КВЧ-излучения. // I Всесоюзный симпозиум с международным участием "Фундаментальные прикладные аспекты применения миллиметрового электромагнитного излучения в медицине", Киев, 1989, Тезисы, с. 142.
- Ситько С.П., Мкртчан Л.Н., Шукурян С.Г., Абрамян Г.А., Алексанян К.А., Базикян Г.К., Саядян Э.К. О влиянии миллиметрового электромагнитного излучения на неопухолевый рост в эксперименте. // I Всесоюзный симпозиум с международным участием "Фундаментальные и прикладные аспекты применения миллиметрового электромагнитного излучения в медицине", Киев, 1989, Тезисы, с. 315.
- Ситько С.П., Биняшевский Э.В., Бундюк Л.С., Кузьменко А.П., Соловьев И.Е. Особенности течения опухолевого процесса при воздействии низкоинтенсивного микроволнового излучения на БАТ в эксперименте. // I Всесоюзный симпозиум с международным участием "Фундаментальные и прикладные аспекты применения миллиметрового электромагнитного излучения в медицине", Киев, 1989, Тезисы, с. 15.
- Ситько С.П., Дерендяев С.А., Юдин В.А., Биняшевский Э.В., Жукова Т.А., Яковлев А.А. Особенности течения абстинентного синдрома больных опийной наркоманией при применении микроволновой резонансной терапии. // I Всесоюзный симпозиум с международным участием "Фундаментальные и прикладные аспекты применения миллиметрового электромагнитного излучения в медицине", Киев, 1989, Тезисы, с. 268.
- Ситько С.П., Андреев В.А. Энергетический и электрический каркас организма. // I Всесоюзный симпозиум с международным участием "Фундаментальные и прикладные аспекты применения миллиметрового электромагнитного излучения в медицине", Киев, 1989, Тезисы, с. 63.

### 1988
- Sit'ko S.P., Andreyev Ye.A., Dobronravova I.S. "The Whole as a Result of Self-Organization." Journal Physics, (1988), Vol. 16, p. 71-73.
- Ситько С.П. Фундаментальные аспекты микроволновой резонансной терапии // Тез. докл. на 1 научно-практической конф. "Изобретательство и рационализация на современном этапе развития здравоохранения", Киев, 1988, - С. 120.

### 1987
- Sit'ko S.P. A physical criterion of stable interity of self-organizing systems, 8thInternational Congress of logic, methodology and philosophy of science, (1987), Abstracts. Vol. 2, Section 8, p. 135-137.

### 1985
- Ситько С.П., Андреев Е.А., Белый М.У.. Реакция организма человека на электромагнитное излучение миллиметрового диапазона // Вестник АН СССР, №1. - 1985. - С.24.
- Ситько С.П., Андреев Е.А., Белый М.У., Куценок В.А., Ливенец Л.С., Пясецкий В.С., Скопюк М.И., Талько И.И., Юдин В.А. Физические основы микроволновой (биорезонансной) коррекции физиологического состояния организма человека. // Применение мм-излучения низкой интенсивности в биологии и медицине. / Под ред. Н.Д. Девяткова. - М., Изд-е ИРЭ АН СССР. - 1985. - С.50.

### 1984
- Ситько С.П., Андреев Е.А., Белый М.У., Скопюк М.И., Талько И.И. О возможном применении МКВ излучения миллиметрового диапазона для ранней диагностики различных заболеваний // Тезисы докл. Всесоюзного координационного совещания "Обмен опытом по использованию в медицине ЭМП мм-диапазона малой интенсивности ", 10-11.04, 1984, с. 14.
- Ситько С.П., Брагинский А.Б., Лященко Д.С., Андреев Е.А., Скопюк М.И., Кучерук Н.Д. Ответная реакция мышц человека на резонансное действие миллиметровых волн // Тезисы докл. Всесоюзного координационного совещания "Обмен опытом по использованию в медицине ЭМП мм-диапазона малой интенсивности", 10-11.04, 1984, с. 15.
- Ситько С.П., Андреев Е.А., Белый М.У.. Проявление собственных характеристических частот человеческого организма // ДАН УССР. - Сер. Б. - №10. - 1984. - С. 60.
- Ситько С.П., Андреев Е.А., Белый М.У., Скопюк М.И., Талько И.И. Селективное воздействие МКВ-излучения мм-диапазона на функциональное состояние организма через биологически активные зоны как основа биорезонансной рефлексотерапии // Тезисы докл. Всесоюзного координационного совещания "Обмен опытом по использованию в медицине ЭМП мм-диапазона малой интенсивности", 10-11.04, 1984. - С. 15.
- Ситько С.П., Андреев Е.А. Управление топологией придельных циклов в активной среде как физическая основа микроволновой рефлексотерапии // Тезисы докл. Всесоюзного координационного совещания "Обмен опытом по использованию в медицине ЭМП мм-диапазона малой интенсивности", 10-11.04, - С.12. 1984.

### 1982
- Ситько С.П., Андреев Е.А., Белый М.У. Закономерность проявления собственных характеристических частот человеческого организма. Заявка на открытие, Госкомизобретений, No. ОТ-10609, 1982.